# クリスティーネ (小惑星)
クリスティーネ (628 Christine) は、小惑星帯に位置する小惑星である。
アウグスト・コプフによってハイデルベルクで発見され、発見者の妻の名前にちなんで命名された。